# 出水市立高尾野小学校
出水市立高尾野小学校（いずみしりつ たかおのしょうがっこう）は、鹿児島県出水市高尾野町柴引にある市立小学校。

## 沿革
江戸末期の郷校を起源とする伝統校。

### 前史
- 1862年（文久2年） - 薩摩藩主島津斉彬の命により育英館として開校。

### 正史
- 1872年（明治5年） - 学制により高尾野小学校として開校。
- 1977年（昭和52年）- 創立100周年記念式典
- 2006年（平成18年）- 出水市、高尾野町、野田町の合併により出水市立高尾野小学校と改称。

## アクセス
- 肥薩おれんじ鉄道高尾野駅下車、徒歩8分

## 著名な出身者
- 先崎一 - 陸上幕僚長、統合幕僚会議議長、初代統合幕僚長
- 内山俊彦 - 元サッカー選手